# 江守美穂
江守 美穂（えもり みほ、5月18日 - ）は、日本の気象予報士。

## 来歴
福井県福井市出身。元福井放送 (FBC) のアナウンサーで、局アナ時代にはラジオでエコーメイトリポーターを務めていた。
退社後、NHK津放送局の契約キャスターとなる。

## 過去の担当番組

### FBCテレビ
- 県民サロン[1]
- 夕方いちばんプラス1 - 駅前中継リポーター[4]、天気予報担当（月曜 - 金曜）[5]
- Newsリアルタイムふくい - 18時台ニュースキャスター（月曜・火曜）、中継リポーター、天気予報担当（金曜）

### FBCラジオ
- 花の土曜日さわやかモーニング - アシスタント[1]

### NHK津
- ほっとイブニングみえ - 気象コーナー担当（金曜）[2]